# 6ª Armata corazzata delle guardie
La 6ª Armata corazzata delle guardie (in russo: 6-я гвардейская танковая армия) fu una formazione dell'Armata Rossa che partecipò ad alcune grandi battaglie nel settore meridionale del fronte orientale della seconda guerra mondiale e contribuì alla liberazione di Romania, Ungheria e Cecoslovacchia. Costituita per ultima tra le sei armate corazzate sovietiche, il 13 aprile 1945 entrò vittoriosamente a Vienna.
Trasferita in Estremo Oriente, prese parte anche alla rapida e riuscita campagna in Manciuria contro l'esercito giapponese nell'agosto 1945.

## Storia
La 6ª Armata corazzata delle guardie, l'ultima grande formazione meccanizzata sovietica costituita durante la guerra, fu organizzata nel febbraio 1944 e venne subito impiegata, al comando dell'esperto generale Andrej Grigor'evič Kravčenko, nel settore meridionale del Fronte orientale dove era in corso la nuova offensiva sovietica per liberare l'Ucraina. La nuova armata era inizialmente equipaggiata in modo incompleto e, alle dipendenze del 1º Fronte Ucraino del generale Nikolaj Vatutin, ebbe notevoli difficoltà nelle prime operazioni. Durante la sanguinosa battaglia di Korsun', l'armata riuscì a chiudere la sacca d'accerchiamento congiungendosi con i carri della 5ª Armata corazzata delle guardie, ma successivamente non riuscì a bloccare la controffensiva delle riserve corazzate tedesche. La 6ª Armata corazzata dovette essere rinforzata e riorganizzata.

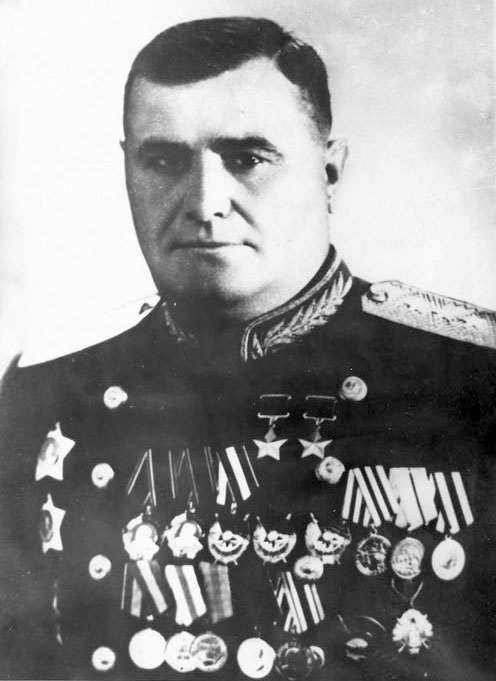
Il generale Andrej Grigor'evič Kravčenko, comandante dell'armata per tutto il periodo della seconda guerra mondiale.

L'unità corazzata del generale Kravčenko, passata alle dipendenze del 2º Fronte Ucraino del maresciallo Ivan Konev, ebbe modo invece di distinguersi nella successiva "marcia del fango", e i suoi carri armati completarono con successo, insieme ad altre formazioni meccanizzate, la grande avanzata della primavera 1944 fino al confine con la Romania. Alla vigilia dell'offensiva generale sovietica dell'estate 1944, la 6ª Armata corazzata venne rinforzata e divenne l'elemento meccanizzato fondamentale del 2º Fronte Ucraino passato al comando del generale Rodion Malinovskij per l'imminente grande campagna nei Balcani; da questo momento l'armata sarebbe rimasta sempre schierata in questa area strategica e sarebbe stata impegnata quasi continuamente in combattimento.
Dal 23 agosto 1944 l'armata prese parte alla riuscita offensiva Iași-Chișinău e contribuì al crollo del fronte tedesco-rumeno; entro pochi giorni i suoi carri armati entrarono a Bucarest accolti festosamente dalla popolazione e quindi ripartirono verso le pianure dell'Ungheria per sfruttare la vittoria. Per questo brillante successo la 6ª Armata corazzata, sempre al comando del generale Kravčenko, ricevette il titolo onorifico di unità "delle guardie". Le successive battaglia nella pianura ungherese contro le numerose Panzer-Division fatte affluire dall'alto comando tedesco, furono aspre, prolungate e costarono molto perdite ad entrambe le parti; la 6ª Armata corazzata delle guardie dovette combattere duramente per avanzare prima verso Debrecen e poi verso Budapest che venne accerchiata alla fine dell'anno 1944 dopo estenuanti battaglie tra mezzi corazzati. Nell'ultimo anno di guerra l'armata, che rimase l'unica grande unità corazzata sovietica schierata nel settore meridionale del fronte, dovette ancora respingere a gennaio e a marzo, una serie di disperati contrattacchi tedeschi; quindi, pur con mezzi ridotti a causa delle perdite, riprese ad avanzare ed entrò il 13 aprile a Vienna; terminò la guerra partecipando alla marcia su Praga.
L'impegno dell'armata nella seconda guerra mondiale non era ancora terminato; le forze corazzate del generale Kravčenko infatti vennero riequipaggiate e trasferite entro poche settimane in Estremo Oriente dove divennero la forza meccanizzata principale del raggruppamento di forze al comando del maresciallo Aleksandr Vasilevskij per la guerra contro il Giappone. Nella prima settimana di agosto 1945 quindi la 6ª Armata corazzata delle guardie guidò l'invasione sovietica della Manciuria che si concluse in pochi giorni con pieno successo, nonostante le difficoltà del territorio quasi desertico, con la resa dell'Armata del Kwantung.
Dopo essere rimasta nell'Estremo Oriente sovietico nei primi anni dopo la guerra, la 6ª Armata corazzata delle guardie venne trasferita in Ucraina dove stazionò come formazione di riserva fino al suo scioglimento nel 1993.

## Ordine di battaglia nel 1945[1]
- Quartier generale
- 5º Corpo corazzato delle guardie
- 2º Corpo meccanizzato delle guardie
- 9º Corpo meccanizzato delle guardie
  -  51ª Brigata cannoni semoventi delle guardie
  -  208ª Brigata cannoni semoventi
  -  384º Reggimento cannoni semoventi pesanti delle guardie
  -  49º Reggimento carri pesanti delle guardie
  -  6º Reggimento motociclisti delle guardie